# Sergo Mikoyan
Sergo Anastasi Mikoyan (5 de junho de 1929 - 7 de março de 2010) foi um historiador russo especializado na política externa da União Soviética e dos Estados Unidos.